# 宮原義直
宮原 義直（みやはら よしなお）は、幕末の高家旗本。禄高は1400石で代々高家職を勤める家柄。父は宮原義周。
文政10年（1827年）12月15日、将軍徳川家斉に御目見する。文政11年（1828年）11月4日、部屋住ながらも高家見習に召し出される。同年12月16日、従五位下・侍従・摂津守に叙任する。後に従四位下に昇進する。安政元年（1854年）9月27日、高家肝煎に就任する。安政2年（1855年）11月16日、父義周の隠居により家督を相続する。慶応4年（1868年）3月11日、高家肝煎を辞職し、明治14年（1881年）2月11日に73歳で逝去した。
『大日本人名辞典』4（1887年 初版、1974年 講談社復刊）、『名家伝記資料集成』4（1984年 思文閣）には、維新の際に公武間を周旋して政治上の功績があり、和歌・書画・茶道にも秀でていたことが記述されている。